# Dit is de Dag
Dit is de Dag is een journalistiek programma van de Evangelische Omroep (EO). In het programma op NPO Radio 1 behandelt Tijs van den Brink of Margje Fikse het nieuws van de dag, met vaak de nadruk op opinie en debat. Het programma probeert mensen met verschillende invalshoeken met elkaar in gesprek te brengen. 
Ook op televisie was Dit is de Dag een titel: van 2014 tot 2015 werd op NPO 2 een aantal programma's onder deze naam uitgezonden.

## Radio
De eerste uitzending van het radioprogramma had plaats op 25 augustus 2008 met destijds Arie Boomsma en Tijs van den Brink. Boomsma vertrok in oktober 2009 bij de EO en werd vervangen door Elsbeth Gruteke. Het programma was op maandag t/m donderdag 's middags van twee uur tot half vier te beluisteren met elke dag een vaste rubriek/thema, te weten: 
- Maandag: Melk & Honing;
- Dinsdag: De Tijdmachine;
- Woensdag: Zwart/Wit;
- Donderdag: Natuur op 1.

Bij de zenderindeling die op 1 januari 2014 inging verschoof Dit is de Dag naar de avond: het werd dagelijks 18.00 tot 19.00 uur uitgezonden. Elsbeth Gruteke moest voor deze herprogrammering vertrekken, zeer tegen haar zin. In 2016 vonden nieuwe wijzigingen plaats binnen de programmering van Radio 1. Dit is de Dag is sinds 1 januari 2016 elke werkdag te horen tussen 18.30 en 19.00 uur. De EO kreeg ter compensatie iedere werkdag een programma samen met de NOS, Langs de Lijn En Omstreken, iedere werkdag van 20.30 tot 23.00 uur.
Het programma wordt iedere dag van de week uitgezonden op Radio 1, met Van den Brink als presentator van maandag tot donderdag. Vrijdag presenteert Fikse met rond 19.00 uur Rikkert Zuiderveld als dichter van de dag. Het programma draait met name om opinie en debat. Henk van Steeg, een van de presentatoren van Langs de Lijn En Omstreken, is vaste vervanger van de twee presentatoren. 
Vanaf januari 2019 introduceerde het programma iets nieuws: elke maand zal het een 'debatprijs' uitreiken in samenwerking met het Nederlands Debat Instituut, voor de Nederlander die een grote impact had op het maatschappelijk debat.

## Televisie
Begin 2014 startte een televisiespin-off van Dit is de Dag. Deze bestond uit de programma's Dit is de Dag Reportage, Dit is de Dag Arena en Dit is de Dag Onderzoek. In 2015 stopten deze programma's alweer. In april 2014 veroorzaakte een uitzending van Dit is de Dag Onderzoek, waarin in beeld gebracht werd hoe een groep tbs'ers in kliniek De Rooyse Wissel in Venray zonder problemen over drugs, gsm's en zelfs wapens kon beschikken, de nodige commotie. Er werd een grootschalige zoekactie ingesteld in de kliniek, waarbij de hulp werd ingeroepen van een intern bijstandsteam van gevangenis De Oosterhoek in Grave, en er werden drugshonden ingezet. Ook werd controle met metaaldetectors versneld ingevoerd.
Dit is de Middag is een live-lunchprogramma dat sinds 3 april 2023 wordt uitgezonden op NPO 1. Het programma wordt gepresenteerd door Fikse.

## Spin-off
In de nacht van maandag op dinsdag is er een spin-off van Dit is de Dag op NPO Radio 1: Dit is de Nacht. Hierin bespreken afwisselende presentatoren thema's met gasten en bellers. Renze Klamer begon zijn presentatiecarrière bij dit programma. Sinds januari 2019 zijn er twee andere spin-offs: Dit is de Zaterdag en Dit is de Zondag.

## Trivia
- De titel Dit is de Dag is een verwijzing naar een lied uit de christelijke liedbundel Opwekking.